# Villa Leuchtenberg

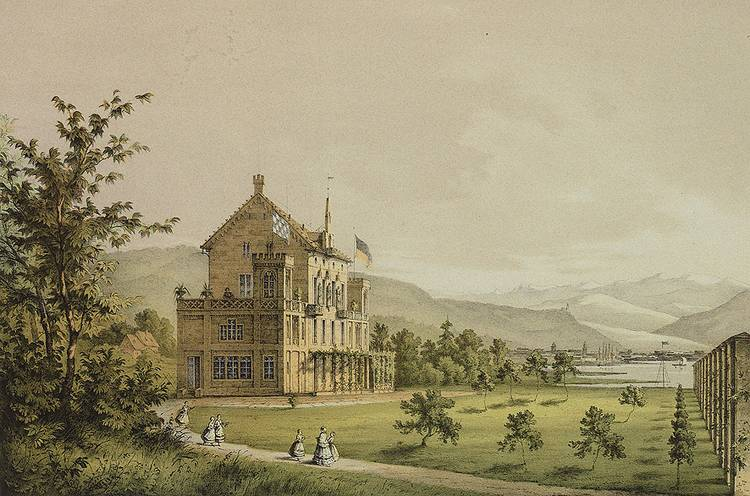
Villa Leuchtenberg in Reutin; Lithographie um 1855 von Friedrich Wilhelm Emil Bollmann nach Zeichnungen des Architekten Anton Harrer

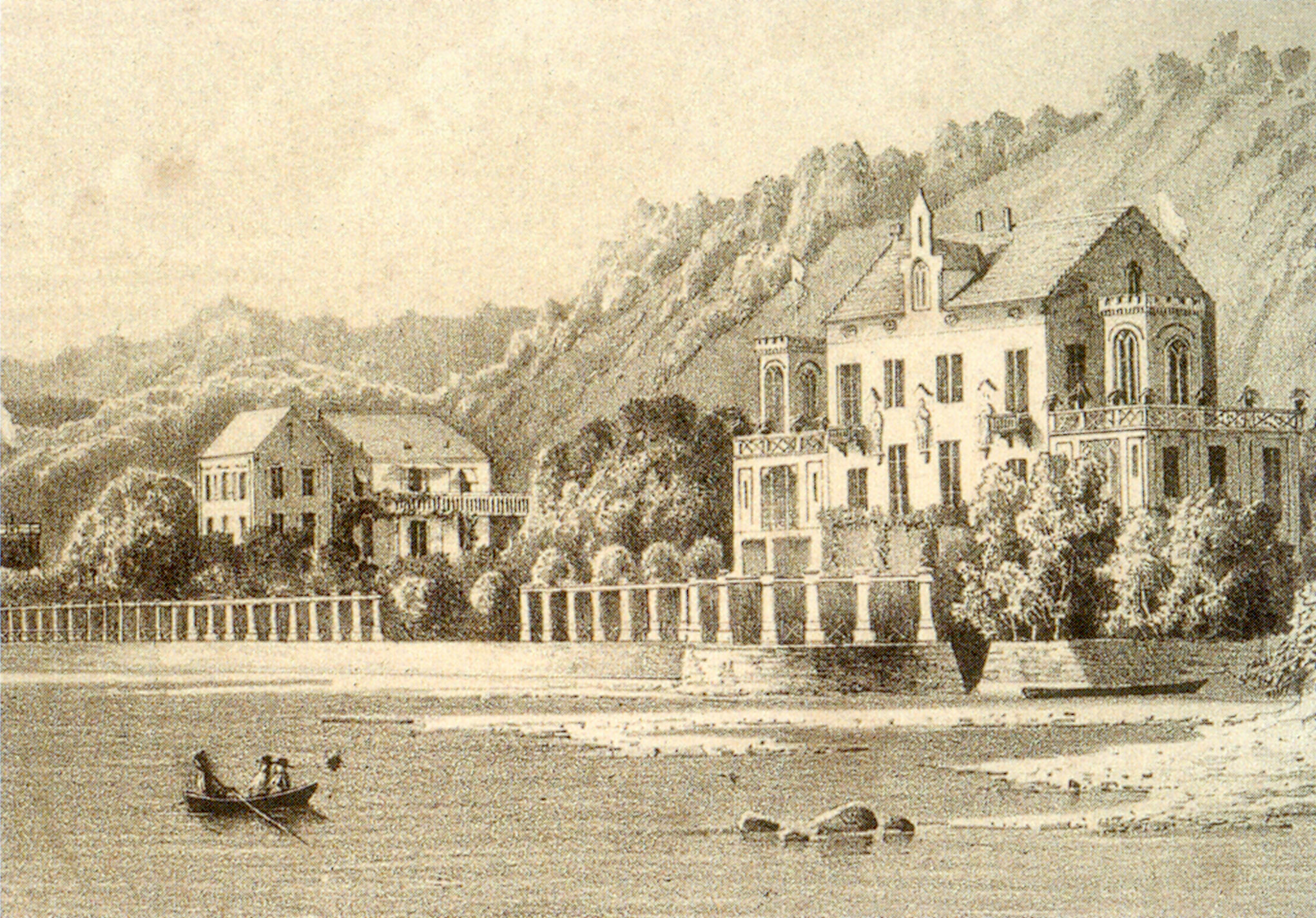
Villa Leuchtenberg in Reutin; Lithographie um 1860 von Julius Greth

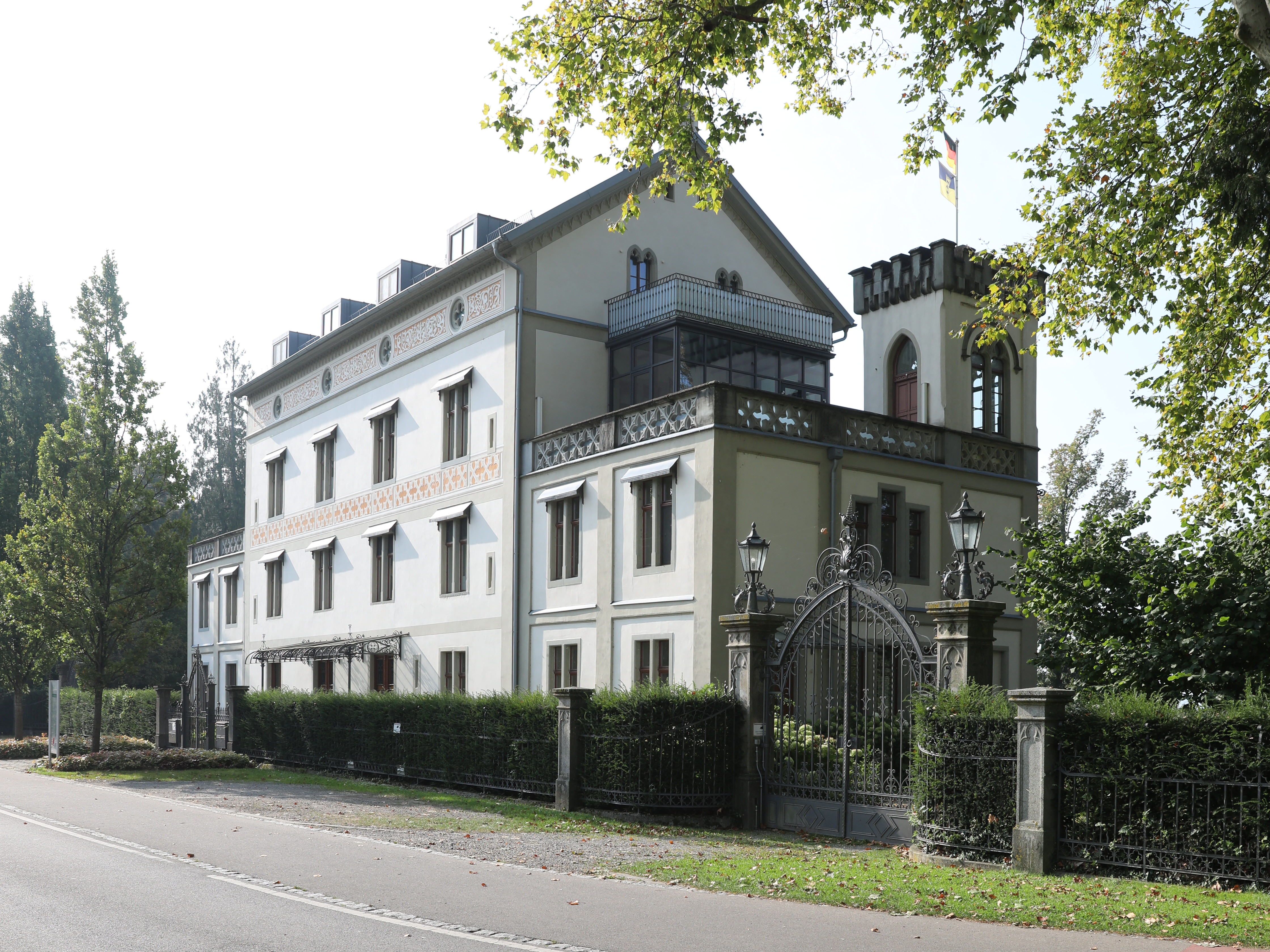
Villa Leuchtenberg in Reutin, 2020

Die Villa Leuchtenberg ist ein Herrensitz mit Park am Bodenseeufer des heutigen Lindauer Stadtteils Reutin.

## Geschichte

### Sommervilla der Prinzessin von Leuchtenberg
Seit dem Spätmittelalter hatten sich entlang der alten Straße nach Bregenz Viehweiden und mehrere Ziegeleien entwickelt, die die vorhandenen Tonvorkommen nutzten und der Gemarkung den Namen Ziegelhaus gaben. Außer einem Wirtshaus gab es direkt an der Straße ein Zollgebäude für den Grenzübergang nach Österreich.
Théodelinde de Beauharnais (1814–1857) – mit dem Titel Prinzessin von Leuchtenberg – die Tochter von Eugène de Beauharnais (1781–1824), dem Stiefsohn von Napoléon I., lebte nach ihrer Hochzeit 1841 mit Herzog Wilhelm von Urach (1810–1869), dem späteren Grafen Wilhelm von Württemberg als Gräfin von Württemberg in Stuttgart. Sie hatte sich bereits in ihrer Jugendzeit mit ihrer Mutter gerne in Italien aufgehalten, um sich in dem südlichen Klima von einem schon früh aufgetretenen Lungenleiden (möglicherweise Tuberkulose) zu kurieren und suchte nun nach einer Ruhe- und Erholungsmöglichkeit im milden Klima des näher gelegenen Bodensees.
1853 erwarb sie das sogenannte Haugsche Gut bestehend aus Zollhaus, mehreren Nebengebäuden und dem Grundstück und ließ das Zollhaus unter der Bauleitung des Münchner Architekten Anton Harrer von 1853 bis 1855 im sogenannten Maximilianstil zu einer Sommervilla umbauen. Nach dem Abriss der Nebengebäude entstand zwischen Straße und Bodensee eine großzügige Gartenanlage mit Privathafen.S. 139, 140 Théodelindes Tante Hortense de Beauharnais hatte 1817 am westlichen Schweizer Ufer das Schloss Arenenberg erworben und ihr Bruder Eugène de Beauharnais hatte Schloss Eugensberg erbauen lassen. Mit der Villa Leuchtenberg besaß Théodelinde nun ein Pendant am deutschen Bodenseeufer.

### Wohnsitz und Sommerresidenz von Cosmus Schindler
1886 veräußerte die Tochter der früh verstorbenen Erbauerin die Residenz an den Kennelbacher Textilfabrikanten Samuel Wilhelm Schindler, der sie seinem Sohn Cosmus Schindler schenkte. Er ließ die Nebengebäude jenseits der Ladestraße errichten und die Villa mit einer Zentralheizung ausstatten. Sein Bruder Friedrich Wilhelm Schindler, der sich als „Elektro-Pionier“ in Vorarlberg einen Namen machte, baute in die Villa als erstem Gebäude Süddeutschlands eine Elektrizitätsversorgung ein. Aus dieser Zeit stammen auch die historischen Fassadenmalereien und der Wintergarten. Der Strom kam über eine Freileitung aus dem Schindlerschen Kraftwerk in Bregenz-Rieden nach Lindau.

### Verfall und Restaurierung
Cosmus Schindlers Nachkommen nutzten die Villa nur noch im Sommer als Ferienhaus und der Unterhalt gestaltete sich in der Erbengemeinschaft als zunehmend schwierig. 1973 ließ die Stadt Lindau einen Uferweg mitten durch das Grundstück vor der Villa bauen. 1991 und erneut 1995 brannte es in der mittlerweile unbewohnten Villa und es entstanden dabei weitere Schäden durch das Löschwasser.
Nachdem die Gebäude über 30 Jahre leer standen, wurden sie von 2005 bis 2008 renoviert und sind seither als Wohn- und Büroräume genutzt.